# بریکینگ بد (فصل ۵)
فصل پنجم مجموعهٔ تلویزیونی درام آمریکایی بریکینگ بد از ۱۵ ژوئیه ۲۰۱۲ آغاز شد و در ۲۹ سپتامبر ۲۰۱۳ پایان یافت. این فصل شامل ۱۶ قسمت به طول هر کدام ۴۷ دقیقه بود. بخش ۱ این فصل در ساعت ۱۰ بعد از ظهر یکشنبه‌ها و بخش ۲ این فصل در ساعت ۹ بعد از ظهر یکشنبه‌ها از شبکه ای‌ام‌سی در آمریکا پخش شد. این فصل به دو بخش تقسیم شده است که هر کدام دارای ۸ قسمت می‌باشد. پخش بخش دوم این فصل از ۱۱ اوت ۲۰۱۳ آغاز شد و در ۲۳ سپتامبر ۲۰۱۳ پایان یافت. 

## قسمت‌ها
| '  |    |                         |                 |                |                 |       |
| ۴۷ | ۱  | «آزاد زندگی کن یا بمیر» | مایکل اسلوویس   | وینس گیلیگان   | ۱۵ ژوئیه ۲۰۱۲   | ۲٫۹۳  |
| ۴۸ | ۲  | «مادریگال»              | میشل مک‌لارن     | وینس گیلیگان   | ۲۲ ژوئیه ۲۰۱۲   | ۲٫۲۹  |
| ۴۹ | ۳  | «پرداخت خطر»            | Adam Bernstein  | پتر گولد       | ۲۹ ژوئیه ۲۰۱۲   | ۲٫۲۰  |
| ۵۰ | ۴  | «پنجاه و یک»            | ریان جانسن      | سم کاتلین      | ۵ اوت ۲۰۱۲      | ۲٫۲۹  |
| ۵۱ | ۵  | «کرایهٔ فضای مرده»       | جرج ماستراس     | جرج ماستراس    | ۱۲ اوت ۲۰۱۲     | ۲٫۴۸  |
| ۵۲ | ۶  | «خرید سهام»             | کالین باکسی     | جنیفر هاتچیسون | ۱۹ اوت ۲۰۱۲     | ۲٫۸۱  |
| ۵۳ | ۷  | «اسم منو بگو»           | توماس اشنوز     | توماس اشنوز    | ۲۶ اوت ۲۰۱۲     | ۲٫۹۸  |
| ۵۴ | ۸  | «رد شدن از همه»         | میشل مک‌لارن     | مویرا ولی-بیکت | ۲ سپتامبر ۲۰۱۲  | ۲٫۷۸  |
| '  |    |                         |                 |                |                 |       |
| ۵۵ | ۹  | «پول خون»               | برایان کرانستون | پتر گولد       | ۱۱ اوت ۲۰۱۳     | ۵٫۹۲  |
| ۵۶ | ۱۰ | «مدفون»                 | میشل مک‌لارن     | توماس اشنوز    | ۱۸ اوت ۲۰۱۳     | ۴٫۷۷  |
| ۵۷ | ۱۱ | «اعترافات»              | مایکل اسلوویس   | جنیفر هاتچیسون | ۲۵ اوت ۲۰۱۳     | ۴٫۸۵  |
| ۵۸ | ۱۲ | «سگ هار»                | سم کاتلین       | سم کاتلین      | ۱ سپتامبر ۲۰۱۳  | ۴٫۴۱  |
| ۵۹ | ۱۳ | «توحاجییلی»             | میشل مک‌لارن     | جرج ماستراس    | ۸ سپتامبر ۲۰۱۳  | ۵٫۱۱  |
| ۶۰ | ۱۴ | «اوزیماندیاس»           | ریان جانسن      | مویرا ولی-بیکت | ۱۵ سپتامبر ۲۰۱۳ | ۶٫۳۷  |
| ۶۱ | ۱۵ | «ایالت گرانیت»          | پتر گولد        | پتر گولد       | ۲۲ سپتامبر ۲۰۱۳ | ۶٫۵۸  |
| ۶۲ | ۱۶ | «فلینا»                 | وینس گیلیگان    | وینس گیلیگان   | ۲۹ سپتامبر ۲۰۱۳ | ۱۰٫۲۸ |